# Ion Luca Caragiale (Dâmbovița)
Ion Luca Caragiale é uma comuna romena localizada no distrito de Dâmboviţa, na região de Muntênia. A comuna possui uma área de 61.78 km² e sua população era de 7229 habitantes segundo o censo de 2007.